# İsmet Atlı
İsmet Atlı (Çukurören, 1931 – Kozan, 4 aprile 2014) è stato un lottatore, commentatore sportivo e allenatore di lotta turco, specializzato nella lotta greco-romana e nella lotta libera. Ha vinto la medaglia d'oro nella lotta libera, categoria pesi medio-massimi, ai Giochi olimpici di Roma 1960.

## Biografia
Ha iniziato la sua attività agonistica nella lotta nel 1950 ed è stato allenato dai famosi lottatori Celal Atik e Yaşar Dogu.
Ha rappresentato la Turchia ai Giochi olimpici estivi di Helsinki 1952, concludendo quinto nella lotta greco romana nella categoria pesi medio-massimi, in quelli di Melbourne 1956, eliminato nel 2/5 nella lotta greco romana nei pesi medi ed ottenendo il quarto posto nella lotta libera nei pesi medi, e di Roma 1960, dove ha vinto la medaglia d'oro nella lotta libera nei pesi medio-massimi.

## Palmarès
- Giochi olimpici

Roma 1960: bronzo nella lotta libera pesi medio-massimi
- Campionati mondiali di lotta

Tokyo 1954: argento nella lotta greco-romana pedi medi
Istanbul 1957: bronzo nella lotta libera pesi medio-massimi
Toledo 1962: bronzo lotta greco-romana nel pesi medio-massimi
- Coppa del mondo di lotta

Istanbul 1956: oro nella lotta libera pesi medi
- Giochi del Mediterraneo
- Alessandria d'Egitto 1951: oro nella lotta libera nei pesi medi